# Cervonîi Jovten, Antrațît
Cervonîi Jovten (în ucraineană Червоний Жовтень) este un sat în comuna Deakove din raionul Antrațît, regiunea Luhansk, Ucraina.

## Demografie
Componența lingvistică a localității Cervonîi Jovten
     Ucraineană (82,48%)
     Rusă (17,52%)
Conform recensământului din 2001, majoritatea populației localității Cervonîi Jovten era vorbitoare de ucraineană (82,48%), existând în minoritate și vorbitori de rusă (17,52%).